# Pol Espargaró

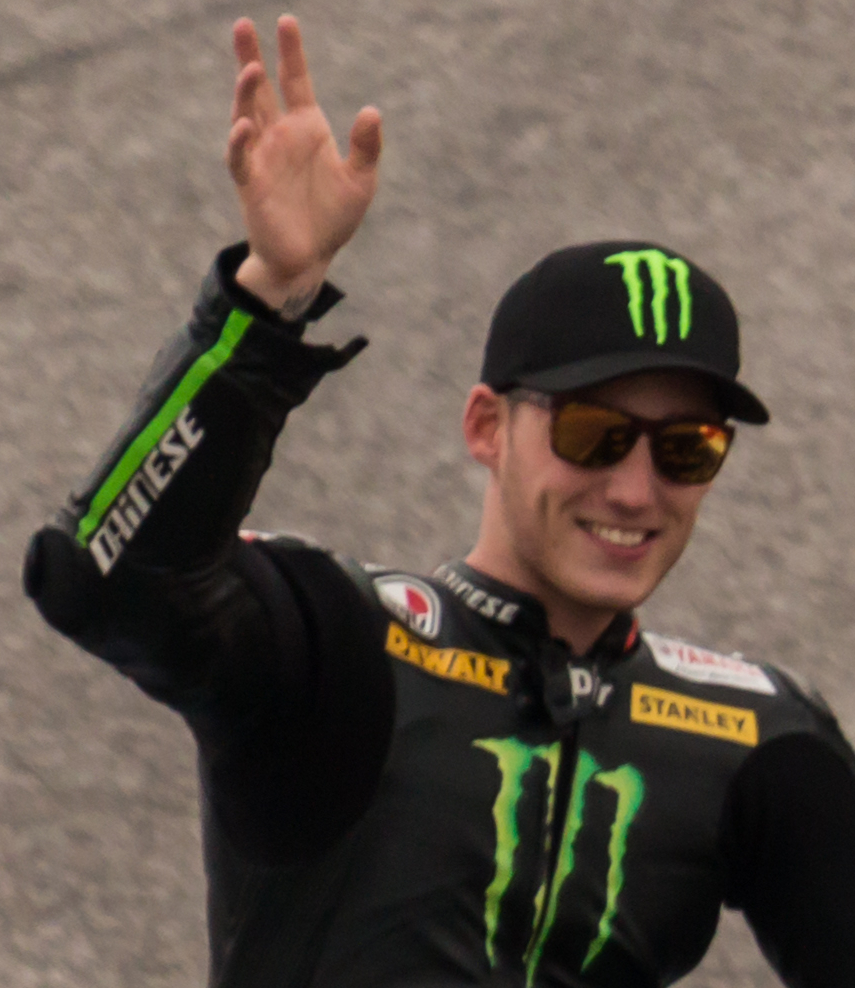
Pol Espargaró.

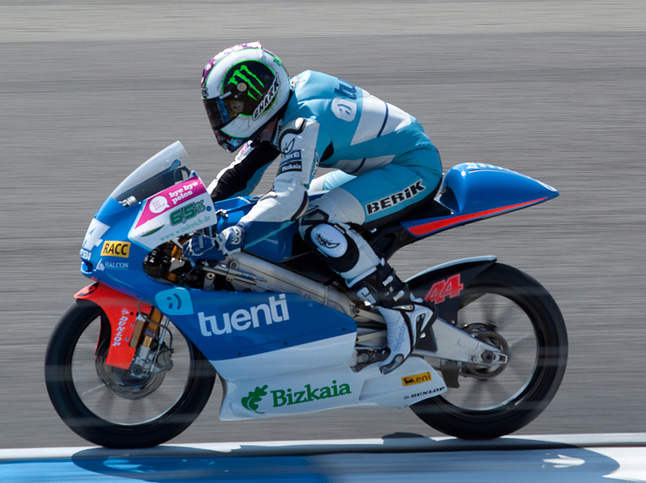
P. Espargaró, Assen 2010.

Pol Espargaró, född 10 juni 1991 i staden Granollers utanför Barcelona är en katalansk (spansk) roadracingförare. Världsmästare i Moto2 säsongen 2013. Bror till roadracingföraren Aleix Espargaró.

## Roadracingkarriär
Som 16-åring hade Espargaró säsongen 2007 överraskande stora framgångar i 125GP med en tredjeplats i Portugals GP och en fjärdeplats på Jerez och slutade säsongen på en niondeplats i VM. Roadracing-VM 2008 körde han vidare i 125GP, men nu för Derbis fabriksteam. Espargaró blev fyra i VM 2009 och trea 2010. Från 2011 körde han i Moto2-klassen. Säsongen 2012 tog Espargaró fyra GP-segrar och blev tvåa i VM efter Marc Márquez. Säsongen 2013 drog Scott Redding tidigt ifrån i VM-tabellen, men Espargaró började ta in försprånget under andra halvan av säsongen. När Redding bröt handleden på träningen inför Australiens GP och Espargaró vann racet var han i VM-ledning med två Grand Prix kvar och han säkrade VM-titeln med segern i Japan. Roadracing-VM 2014 gick Espargaró upp i MotoGP där han körde en Yamaha YZR M1 för Tech 3. Han blev sexa i VM och "Rookie of the Year" (årets nykomling). 2015 stannade utvecklingen upp och han blev nia i VM. Tillsammans med Katsuyuki Nakasuga och stallkamraten Bradley Smith vann Espargaró Suzuka 8-timmars för Yamaha 2015. Espargaró fortsatte hos Tech 3 säsongen 2016. Resultaten förbättrades igen, men han nådde inte någon pallplats. Espargaró kom på 8:e plats i VM sin sista säsong för Tech 3. Han försvarade också sin seger i Suzuka 8-timmars. 2016 med Nakasuga och Alex Lowes. Säsongen 2017 körde Espargaró KTM:s nya MotoGP-motorcykel. Det blev mest utvecklingsarbetet med den nya motorcykeln med en nionde plats i Australiens GP som bästa placering och en total 17:e plats i VM-tabellen. Espargaró fortsatte hos KTM Roadracing-VM 2018. Resultaten förbättrades inte jämfört med 2017, men i säsongens sista Grand Prix, i Valencia, blev han trea. Det var både Espargarós och KTM:s första pallplats i MotoGP. Totalt blev det en 14:e plats i VM. Espargaró fortsätter hos KTM Roadracing-VM 2019 med Johann Zarco som ny stallkamrat.

### VM-säsonger
| Säsong | Klass  | VM- plac. | Poäng | 1/2/3- platser. | Starter | Motorcykel | Team                        | Startnr |
| ------ | ------ | --------- | ----- | --------------- | ------- | ---------- | --------------------------- | ------- |
| 2006   | 125GP  | 20        | 19    | - / - / -       | 7       | Derbi      |                             |         |
| 2007   | 125GP  | 9         | 110   | - / - / 1       | 17      | Aprilia    |                             |         |
| 2008   | 125GP  | 9         | 124   | - / 2 / 1       | 14      | Derbi      |                             |         |
| 2009   | 125GP  | 4         | 174   | 2 / - / 3       | 16      | Derbi      |                             |         |
| 2010   | 125GP  | 3         | 281   | 3 / 5 / 4       | 17      | Derbi      | Tuenti Racing               | 44      |
| 2011   | Moto2  | 13        | 75    | - / 1 / 1       | 17      | FTR        | HP Tuenti Speed Up          | 44      |
| 2012   | Moto2  | 2         | 268   | 4 / 5 / 2       | 17      | Kalex      | Pons 40 HP Tuenti           | 40      |
| 2013   | Moto2  | 1         | 265   | 6 / 1 / 3       | 17      | Kalex      | Tuenti HP 40                | 40      |
| 2014   | MotoGP | 6         | 136   | - / - / -       | 18      | Yamaha     | Monster Yamaha Tech 3       | 44      |
| 2015   | MotoGP | 9         | 114   | - / - / -       | 18      | Yamaha     | Monster Yamaha Tech 3       | 44      |
| 2016   | MotoGP | 8         | 134   | - / - / -       | 17      | Yamaha     | Monster Yamaha Tech 3       | 44      |
| 2017   | MotoGP | 17        | 55    | - / - / -       | 18      | KTM        | Red Bull KTM Factory Racing | 44      |
| 2018   | MotoGP | 14        | 51    | - / - / 1       | 15      | KTM        | Red Bull KTM Factory Racing | 44      |
| 2019   | MotoGP | 11        | 100   | - / - / -       | 18      | KTM        | Red Bull KTM Factory Racing | 44      |
| 2020   | MotoGP |           |       |                 |         | KTM        | Red Bull KTM Factory Racing | 44      |
| 2021   | MotoGP |           |       |                 |         | Honda      | Repsol Honda                | 44      |

## Framskjutna placeringar
Uppdaterad till 2020-11-16.
| \| Nr \| Grand Prix \| År \| \| -- \| -------------- \| ---- \| \| 1 \| Valencia \| 2018 \| \| 2 \| Steiermark \| 2020 \| \| 3 \| Emilia-Romagna \| 2020 \| \| 4 \| Frankrike \| 2020 \| \| 5 \| Europa \| 2020 \| \| 6 \| Valencia \| 2020 \| |                |      |
| Nr | Grand Prix     | År   |
| 1 | Valencia       | 2018 |
| 2 | Steiermark     | 2020 |
| 3 | Emilia-Romagna | 2020 |
| 4 | Frankrike      | 2020 |
| 5 | Europa         | 2020 |
| 6 | Valencia       | 2020 |

| Nr | Grand Prix     | År   |
| -- | -------------- | ---- |
| 1  | Spanien        | 2012 |
| 2  | Storbritannien | 2012 |
| 3  | Aragonien      | 2012 |
| 4  | Australien     | 2012 |
| 5  | Qatar          | 2013 |
| 6  | Katalonien     | 2013 |
| 7  | TT Assen       | 2013 |
| 8  | San Marino     | 2013 |
| 9  | Australien     | 2013 |
| 10 | Japan          | 2013 |

| Nr | Grand Prix   | År   |
| -- | ------------ | ---- |
| 1  | Indianapolis | 2011 |
| 2  | Portugal     | 2012 |
| 3  | Italien      | 2012 |
| 4  | Indianapolis | 2012 |
| 5  | San Marino   | 2012 |
| 6  | Japan        | 2012 |
| 7  | Malaysia     | 2013 |

| Nr | Grand Prix | År   |
| -- | ---------- | ---- |
| 1  | Malaysia   | 2011 |
| 2  | Qatar      | 2012 |
| 3  | Tjeckien   | 2012 |
| 4  | Spanien    | 2013 |
| 5  | Tyskland   | 2013 |
| 6  | Aragonien  | 2013 |

| Nr | Grand Prix   | År   |
| -- | ------------ | ---- |
| 1  | Indianapolis | 2009 |
| 2  | Portugal     | 2009 |
| 3  | Spanien      | 2010 |
| 4  | Frankrike    | 2010 |
| 5  | Aragonien    | 2010 |

| Nr | Grand Prix     | År   |
| -- | -------------- | ---- |
| 1  | Katalonien     | 2008 |
| 2  | Indianapolis   | 2008 |
| 3  | Storbritannien | 2010 |
| 4  | Tjeckien       | 2010 |
| 5  | Malaysia       | 2010 |
| 6  | Australien     | 2010 |
| 7  | Valencia       | 2010 |

| Nr | Grand Prix   | År   |
| -- | ------------ | ---- |
| 1  | Portugal     | 2007 |
| 2  | Italien      | 2008 |
| 3  | Japan        | 2009 |
| 4  | Malaysia     | 2009 |
| 5  | Valencia     | 2009 |
| 6  | Italien      | 2010 |
| 7  | TT Assen     | 2010 |
| 8  | Katalonien   | 2010 |
| 9  | Indianapolis | 2010 |